# Kamieniec (powiat staszowski)
Kamieniec – wieś w Polsce położona w województwie świętokrzyskim, w powiecie staszowskim, w gminie Połaniec.
W latach 1975–1998 miejscowość należała administracyjnie do województwa tarnobrzeskiego.

## Dawne części wsi – obiekty fizjograficzne
W latach 70. XX wieku przyporządkowano i opracowano spis lokalnych części integralnych dla Kamieńca zawarty w tabeli 1.

| Nazwa wsi – miasta  | Nazwy części wsi – miasta | Nazwy obiektów fizjograficznych – charakter obiektu                                                                |
| ------------------- | ------------------------- | --- |
| I. Gromada POŁANIEC |                           | |
| 1. Kamieniec        | —                         | 1. Pastwiska — pole, łąki 2. Pod Lasem — pole 3. Pod Rzeką — pastwisko, łąka, pole 4. Pod Stawami — las, nieużytki |

## Literatura
1. Kaczmarek Leon (red. nauk. zeszytu), Taszycki Witold (red. nauk. wyd.): Urzędowe Nazwy miejscowości i obiektów fizjograficznych. 33. Powiat staszowski województwo kieleckie. Komisja ustalania nazw miejscowości i obiektów fizjograficznych (do użytku służbowego). Z: 33. Warszawa: Urząd Rady Ministrów. Biuro do Spraw Prezydiów Rad Narodowych, 1970. Brak numerów stron w książce